# Luxémont-et-Villotte
Luxémont-et-Villotte is een gemeente in het Franse departement Marne (regio Grand Est) en telt 435 inwoners (1999). De plaats maakt deel uit van het arrondissement Vitry-le-François.

## Geografie
De oppervlakte van Luxémont-et-Villotte bedraagt 9,2 km², de bevolkingsdichtheid is 47,3 inwoners per km².
De onderstaande kaart toont de ligging van Luxémont-et-Villotte met de belangrijkste infrastructuur en aangrenzende gemeenten.

## Demografie
Onderstaande figuur toont het verloop van het inwonertal (bron: INSEE-tellingen).